# Böste läge
Böste läge eller bara Böste, ibland även Böste fiskläge, är en bebyggelse i Lilla Isie socken i Trelleborgs kommun. Området avgränsades före 2015 till en småort för att därefter räknas som en del av tätorten Trelleborg.
En stor del av husen i Böste är vitkalkade skånelängor från 1800-talet. Orten har av den svenska riksantikvarien varit bedömd som det bäst bevarade fiskläget i Skåne. Den sista yrkesfiskaren fiskade fortfarande lite under 2008. I dag används hälften av husen till sommarboende.
På strandängarna mellan Böste och Smygehuk finns en unik population av huggorm, troligen den enda kvarvarande längs Skånes sydkust. Huggormarna är fridlysta. Växter som backanis, väddklint och trift finns på strandängarna.